# Hans Zacharias West Löwe
Hans Zacharias West Löwe (getauft am 14. Juli 1776 in Marslev; † 27. Oktober 1832 in Schleswig) war ein Postmeister, der sich um die Verbesserung des Personen- und Güterverkehrs im Dänischen Gesamtstaat bemühte.

## Leben und Wirken
Hans Zacharias West Löwe war ein Sohn des Postmeisters Andreas Löwe (getauft am 15. Juli 1749 in der St. Knuds Kirche von Odense; † 3. April 1800) und dessen erster Ehefrau Maren Danchel West (* 18. Oktober 1747; † 15. Januar 1778). Seine Eltern hatten am 17. Januar 1776 in Odense geheiratet.
Wie Löwe aufwuchs und welche Ausbildung er erhielt, ist nicht dokumentiert. Am 23. März 1796 wurde er zum Verwalter der Postmeisterei von Rendsburg ernannt, die seinem Vater gehörte, der später aus dem Amt schied. Löwe wurde danach am 3. November 1797 zum Postmeister bestallt und 1810 zum Kanzleirat ernannt. Am 23. September 1811 folgte seine Bestallung zum Postmeister von Schleswig, wo er bis Lebensende arbeitete. Als Posthaus gehörte ihm der Tychenhof am Lollfuß. 1820 wurde er zum Justizrat ernannt.
Als Löwe das Amt in Schleswig übernahm, bekam er derart hohe Bezüge, dass seine Post sieben Personen beschäftigen konnte. Löwe bemühte sich hier darum, die für den Postreiseverkehr benötigten Wagen zu optimieren. Er gab verschließbare Wagen in Auftrag, die ausschließlich Post- und Reisegut beförderten. Hinzu kamen Wagen für Reisende. die gleichzeitig Post- und Reisegüter mitführten. Die Wagen zum Transport von Personen bekamen Stahlfedern, die die Stöße mildern sollten, die aufgrund der schlechten Wege entstanden. Sie erhielten eine geschlossene Karosserie und große Fenster aus Spiegelglas.
Löwe organisierte zwei Postkutschenstrecken neu, die von Schleswig nach Kiel und von Schleswig nach Eckernförde führten. Beide existierten vom 1. September 1820 bis Ende März 1824 und endeten aufgrund wirtschaftlicher Probleme. Löwe hatte den Großteil der Postkutschen selbst unterhalten. Die Preußische General-Postdirektion erwarb diese Kutschen und setzte sie im Personen-, Post- und Reisegutverkehr ein.
Später kamen Vorwürfe gegen Einrichtungen des Postwesens auf. Löwe widersprach diesen öffentlich und sagte, dass das Postwesen Dänemarks keinesfalls schlechter als das anderer Länder sei und dass alles getan werde, was den Kunden nutze. Er erklärte, warum nur an ausländische Empfänger adressierte Briefe einen Stempel erhielten und hob hervor, dass Probleme beim Transport von Fahrgästen aufgrund des schlechten Zustands der Landstraßen entstanden und zu Verschiebungen der Anschlüsse für Postkutschen führten. 1830 erschienen im Kieler Correspondenz Blatt zahlreiche Vorwürfe gegen die Post. Löwe antwortete hierauf mit einer Schrift, die dem Wahrheitsfreund beigelegt wurde. Darin beschrieb er seine fachlichen Gründe und machte sich für die Rechte seiner Angestellten stark.
Löwe gehörte zu den wichtigen Persönlichkeiten des dänischen Postwesen, die seinerzeit neue Fahrzeuge ausprobierten und einführten.

## Familie
Löwe heiratete in erster Ehe Friederica Catharina, geborene Köper, verwitwete Selck, verwitwete Nebelung. Seine Ehefrau brachte eine Tochter in die Ehe mit ein. Das Ehepaar bekam den gemeinsamen Sohn Peter Gerhard (* 7. Oktober 1803 in Rendsburg; † 25. November 1886). Er arbeitete ab dem 1. Oktober 1833 als Postmeister in Plön, wurde 1862 zum Justizrat ernannt und wechselte 1864 in preußische Dienste.
Nach dem Tod seiner ersten Ehefrau heiratete Löwe im Oktober 1812 deren Schwester Magdalena Maria Henricka Köper (* 30. November 1765 in Sipsdorf; † 12. Januar 1845 in Plön). Diese Ehe blieb kinderlos.
Löwes Ehefrauen waren Töchter von Peter Christian Köper († 10. Februar 1780 in Grube) und dessen dritter Ehefrau Margaretha, geborene Danielsen († 12. September 1780 in Grube). Ihr Vater arbeitete zunächst als Hausvogt in Sipsdorf, danach in Grube.